# Hartselle
Hartselle est une ville américaine située dans le comté de Morgan, dans l’Alabama. Lors du recensement de 2000, sa population s’élevait à 12 019 habitants.

## Démographie
| 1880 | 1890 | 1900 | 1910  | 1920  | 1930  | 1940  | 1950  |
| ---- | ---- | ---- | ----- | ----- | ----- | ----- | ----- |
| 226  | 596  | 670  | 1 374 | 2 009 | 2 204 | 2 584 | 3 429 |

| 1960  | 1970  | 1980  | 1990   | 2000   | 2010   | - | - |
| ----- | ----- | ----- | ------ | ------ | ------ | - | - |
| 5 000 | 7 355 | 8 858 | 10 795 | 12 019 | 14 255 | - | - |

## Source
- (en) Cet article est partiellement ou en totalité issu de l’article de Wikipédia en anglais intitulé « Hartselle, Alabama » (voir la liste des auteurs).